# 主命鬼王
主命鬼王是掌管阎浮提人的生命的大鬼王;无论是出生或是死亡，都由他来管理。

## 功德
主命鬼王已曾经于百千世中做大鬼王，一直在阎浮提众生的生时死时保护他们。
主命鬼王的事迹真是不可思议，他所度化的人道与天道的众生也是无量无数，无法計算。

## 大士的慈悲
主命鬼王是有着慈悲愿力的大士，所以才化现为鬼王的形象，其实他并不在鬼道当中。

## 未來将成佛
从此以后，再过一百七十大劫，主命鬼王将成佛，那時他成佛名為无相如来，住世所在的劫名叫安乐，成佛的世界名叫净住，这尊佛的寿命有无量无数不可称计的大劫。